# George Beaumont
George Howland Beaumont, VII baronetto (Great Dunmow, 6 novembre 1753 – Coleorton, 7 febbraio 1827), è stato un nobile, mecenate, collezionista d'arte e pittore amatoriale britannico.
Ha rivestito un ruolo cruciale nella creazione della National Gallery di Londra, a cui fece il primo lascito di dipinti.

## Biografia
Nacque a Great Dunmow, nell'Essex, unico figlio sopravvissuto del proprietario, Sir George Beaumont, VI baronetto, dal quale ha ereditato il rango nel 1762, e Rachel Howland, figlia di Michael Howland. Beaumont venne educato all'Eton College, nel quale gli venne insegnato disegno dal pittore paesaggista inglese Alexander Cozens. Il dipinto preferito dal Beumont era Paesaggio con Hagar e l'angelo (Claude, 1646). I primi quadri a far parte della collezione del Beaumont furono i dipinti degli artisti che conosceva, ma un lungo viaggio culturale che intraprese nel 1782 con la moglie Margaret, figlia di John Willes M.P., di Astrop, di Oxon e della nonna di Sir John Willes, ampliò la sua visione e il suo gusto per comprendere anche i cosiddetti "antichi maestri". 

## La collezione e la politica
Al suo ritorno iniziò a formare una collezione di dipinti degli antichi maestri, nonostante i suoi mezzi relativamente modesti. La sua prima importante acquisizione fu un paesaggio con Hagar e l'angelo del pittore francese Claude Lorrain, per sempre il suo dipinto preferito, che lo accompagnò nei suoi viaggi in un pullman appositamente progettato. Nel 1785 Lady Beaumont ereditò una locazione al 34 di Grosvenor Square, locali che fornivano ai Beaumont una necessaria fuga dal tedio di Dunmow e introducendolo in un circolo sociale più diversificato. Questo si espanse quando il Beaumont divenne, tra il 1790 e il 1796, membro del parlamento per i Tory, nella circoscrizione di Beer Alston nel Devon, ma il suo entusiasmo per la politica fu di breve durata e presto tornò alle sue attività artistiche.

## I bozzetti e le frequentazioni culturali
Nel 1792 venne aggiunta alla sua collezione d'arte in crescita, una galleria di immagini. Nonostante la fredda accoglienza da parte dei critici, Beaumont divenne, dal 1794 al 1825 un frequente espositore presso la Royal Academy, un pittore amatoriale la cui reputazione pian piano cresceva. I Beaumont, nel Distretto dei Laghi del Galles del Nord, organizzavano frequenti tour di "sketching", o disegni di bozzetti. In uno di questi, Sir George contrasse una forte febbre. Per le loro escursioni gallesi i coniugi affittarono villa Benarth, una casa situata nei pressi di Conwy, dove ospitarono, tra gli altri, il saggista inglese Uvedale Price.

## La pittura fiamminga
Il gusto pittorico del Beaumont, grazie al contatto con la natura, risvegliò il suo interesse sia per la pittura fiamminga e olandese, sia per il paesaggio situato nel parco di Coleorton Hall, la sua casa di campagna nel Leicestershire. Coleorton divenne poi il principale luogo di residenza dei Beaumont, poi ricostruito grazie a un progetto di George Dance il giovane, tra il 1804 e il 1808. Beaumont nell'inverno del 1806 lasciò la fattoria a William Wordsworth e alla sua famiglia, famiglia a cui si sentiva molto affine. Furono anche amici di Samuel Taylor Coleridge, ma Beaumont non riuscì a stabilire lo stesso rapporto come fece con i Wordsworth, che fu per sempre un suo amico. 

## I comitati del gusto artistico
Il XIX Secolo vide Beaumont promosso a posizioni influenti in quelli che vennero definiti dei veri e propri "comitati del gusto artistico": dal 1802 entrò nel "comitato dei monumenti per la Cattedrale di San Paolo",  uno dei fondatori dell'istituto britannico istituito nel 1805. Nonostante la sua apertura per la poesia romantica, Beaumont era meno ricettivo ai nuovi sviluppi nella pittura. Strenuo difensore dell'etica accademica del pittore inglese Sir Joshua Reynolds, fu anche uno dei critici più rigorosi nei confronti del pittore e incisore inglese J. M. W. Turner, denunciando regolarmente la sua cosiddetta "gestione del colore". A causa di tale posizione intransigente sul gusto pittorico, il suo vecchio amico, nonché antiquario Thomas Hearne gli attribuì scherzosamente l'epiteto di "supremo dittatore sulle opere d'arte". 

## Gli artisti emergenti e l'Istituto Britannico
Tuttavia, nonostante fosse conosciuto per il suo rigore artistico, Beaumont non disdegnò di apprezzare anche alcuni giovani artisti emergenti, tra cui il giovane John Constable, pittore che fece visita alla sua collezione. Il frutto più famoso del patrocinio del Beaumont con il Constable, fu un cenotafio eretto a Reynolds nei campi di Coleorton e un dipinto del 1833, ora nella National Gallery. Nel 1805 fu membro fondatore dell'Istituto Britannico. Nel il Beumont 1815 sconvolse l'ambiente culturale britannico con una prefazione al catalogo della loro mostra, facendo notare che gli artisti britannici avessero ancora molto da imparare dagli "antichi maestri". La pubblicazione nel 1815-1816 di una serie di "Catalogues Raisonnés" satirici, redatti probabilmente da Robert Smirke, ridicolizzò Beaumont a causa del suo conservatorismo, dopo di che si ritirò dalla vita pubblica a Coleorton.

## La visita in Italia
Una visita in Italia nel 1821 durante la quale incontrò il pittore Antonio Canova ripristinò il suo morale. Qui acquistò il Tondo Taddei, una scultura circolare del Michelangelo, che poi donò alla Royal Academy. Quest'ultimo soggiorno in Italia lo convinse della necessità di educare il gusto britannico istituendo una galleria pubblica di "antichi maestri". Al suo ritorno offrì sedici dipinti al governo di Lord Liverpool, a condizione che acquistassero la collezione di John Julius Angerstein da ospitare in un edificio adatto. La collezione di Angerstein venne messa in vendita nel 1824 e il Parlamento, grazie all'offerta di Beaumont, acquistò 38 delle sue opere. La Galleria Nazionale venne aperta al pubblico nel maggio del 1824 nell'antica casa di Angerstein sopra il centro commerciale Pall, mentre i dipinti del Beaumont fecero parte della sua collezione a partire dall'anno successivo. 

## Il decesso
Dopo una breve malattia, Sir George Beaumont morì in Coleorton Hall il 7 febbraio 1827. Fu sepolto nella chiesa di Coleorton. Alcuni suoi dipinti entrarono nel New Walk Museum and Art Gallery di Leicester, mentre il resto rimane nella collezione della sua famiglia. Il suo titolo venne ereditato da suo cugino, George Howland Willoughby Beaumont (1799-1845).